# Xã Eagle, Quận Lonoke, Arkansas
Xã Eagle (tiếng Anh: Eagle Township) là một xã thuộc quận Lonoke, tiểu bang Arkansas, Hoa Kỳ. Năm 2010, dân số của xã này là 1.719 người.